# Засадне
Засадне (пол. Zasadne) — село в Польщі, у гміні Камениця Лімановського повіту Малопольського воєводства.
Населення — 636 осіб (2011).
У 1975-1998 роках село належало до Новосондецького воєводства.

## Демографія
Демографічна структура станом на 31 березня 2011 року:
|          | Загалом | Допрацездатний вік | Працездатний вік | Постпрацездатний вік |
| -------- | ------- | ------------------ | ---------------- | -------------------- |
| Чоловіки | 318     | 101                | 194              | 23                   |
| Жінки    | 318     | 107                | 164              | 47                   |
| Разом    | 636     | 208                | 358              | 70                   |